# تشاه رمضان
تشاه رمضان (بالفارسية: چاه رمضان) تلفظ: Chāh-e Rameẕān) هي منطقة سكنية في محافظة فارس إيران التابعة لبلدة أشكنان مقاطعة لامرد.

## السكان
تقع هذه القرية في قسم خيركو وحسب احصاءات سنة 2006 كان عدد سكانها 140 نمسة يعيشون في 26 مسكن.